# Heinrich Ascherl
Heinrich Ascherl (* 16. August 1915 in Neustadt an der Waldnaab; † 8. Oktober 1999 in Regensburg) war ein deutscher Bankdirektor und Heimatforscher.

## Leben
Heinrich Ascherl besuchte die Volksschule und danach das Augustinus-Gymnasium Weiden, das er 1934 mit dem Abitur beendete.
Seine Berufstätigkeit begann er in der Bayerischen Hypotheken- und Wechselbank in Weiden.
Es folgten Wehrdienst, Kriegsdienst und Kriegsgefangenschaft.
Von 1945 bis zu seiner Pensionierung 1979 war Heinrich Ascherl Leiter der Sparkasse Neustadt an der Waldnaab.
1942 heiratete er Luise Piehler, die Tochter des Heimatforschers Joseph Piehler.
Heinrich Ascherl betrieb intensive heimatkundliche Studien.
Er besuchte dazu das Bayerische Hauptstaatsarchiv in München, das Staatsarchiv Amberg, das Staatsarchiv Prag mit der Außenstelle Zettlitz bei Leitmeritz (ehemaliges fürstl. lobk. Archiv).
Weitere Quellen fand er bei der Stadt Neustadt, im Stadtarchiv Weiden, beim Pfarramt Neustadt, in den Bayerischen Staatsbibliotheken in München und Regensburg und bei der Regionalbibliothek Amberg.
Sein Hauptwerk ist die 835 Seiten umfassende Chronik von Neustadt an der Waldnaab, die er in den Jahren 1980 und 1981 schrieb.
Heinrich Ascherl hielt zahlreiche Vorträge und leitete Studienfahrten mit heimat- und kunstgeschichtlichem Inhalt.

## Auszeichnungen
- 1970 Bundesverdienstkreuz für heimatgeschichtliche Tätigkeit
- 1983 Ehrenbürger von Neustadt an der Waldnaab

## Rezeption
In Neustadt an der Waldnaab gibt es eine Heinrich-Ascherl-Straße.

## Werke
- Historische Königlich Bayerische Bürgerwehr (Neustadt, Waldnaab), Chronik und Festschrift zum 10-jährigen Jubiläum, Neustadt/Waldnaab, 2002.
- Häuserchronik des Stadtplatzes von Neustadt a. d. Waldnaab, Verlag: Stadt Neustadt a.d. Waldnaab (1991)
- Zwei „Mozart-Messen“ von Franz Gleißner. In: Oberpfälzer Heimat 33, 1989
- zusammen mit Simon Federhofer und Werner Luber Neuerscheinungen zur Geschichte und Landeskunde der Oberpfalz 1985 : Monographien u. Zeitschriftenaufsätze, Histor. Verein für Oberpfalz u. Regensburg, 1986.
- Geschichte der Stadt und Herrschaft Neustadt a.d. Waldnaab., Verlag: Stadt Neustadt a.d. Waldnaab (1982)
- Solitarier in der Oberpfalz : ein franz. Orden in Neustadt a. d. Waldnaab, Weiden Knauf 1981.
- Der Orden der franz. Solitarier in der Oberpfalz und Neustadt, Oberpfälzer Heimat 1981
- Kirchen und kircheneigene Bauten. Festschrift 50 Jahre Pfarrei St. Georg, 1979
- Neustadt unter Karl IV., Oberpfälzer Heimat 1974
- Die Förderung von Neustadt an der Waldnaab durch Kaiser Karl IV., Neustadt a.d. Waldnaab: Sparkasse Neustadt a.d. Waldnaab, 1978
- Die Gruft in der St.-Georgs-Kirche zu Neustadt, Oberpfälzer Heimat 1976
- Das alte Schloss in Neustadt, Oberpfälzer Heimat 1974
- zusammen mit Joseph Piehler: Chronik der Pfarrei Altenstadt an der Waldnaab und Neustadt an der Waldnaab., Neustadt a. d. Waldnaab: Eigenverlag (1974)
- Das Braurecht in Neustadt, Oberpfälzer Heimat 1971
- Kunstwerke im Landkreis Neustadt, 6 Folgen, 1970–1975, in Jahresberichte des Staatlichen Bildungs-Zentrums für Landwirtschaft, Hauswirtschaft und Kinderpflege
- Kunstwerke im Oberpfälzer Wald und Steinwald, Bildband, 1970
- Fürstliche Residenzen in Neustadt, Panorama der Heimat 1970
- Oberpfälzer Akanthusrahmen-Altäre, Oberpfälzer Heimat 1967
- Barockbaumeister Frater Muttone, Oberpfälzer Heimat 1966
- Neustadt im Wandel der Jahrhunderte, Festschrift Leichtathl. 1966
- Geschichtliche Erläuterungen zum Stadtplan von Neustadt, 1965
- Neustadt, die Stadt des Bleikristalls, Panorama der Heimat 1965
- Abriss aus der Geschichte von Neustadt WN, Festschrift DJK 1965
- Die Gemälde im Neustädter Schloss sind freigelegt, Oberpfälzer Heimat 1964
- Der Neustädter Komponist Franz Gleißner. Zu seinem 200. Geburtstag. In: Oberpfälzer Heimat 8, 1963
- Zum 100. Todestag des Malers Rabusky, Die Oberpfalz, 1962
- Der Neustädter Kirchenmaler Rabusky, Oberpfälzer Heimat 1962
- Die Frühgeschichte von Neustadt, Oberpfälzer Heimat 1961
- Festschrift zum 125jährigen Bestehen der Vereinigten Sparkassen des Landkreises Neustadt a. d. Waldnaab, Neustadt a. d. Waldnaab, 1960.
- Die Komponisten von Gluck und Gleißner in Neustadt, Festschrift 1960
- Neustadt's Schlösser und ihr verborgener Kunstschatz, Oberpfälzer Heimat 1956

### Als Herausgeber
- Oswald Hafner: Vermischte Gedichte, Zusammenstellung, Vorwort und Lebenslauf von Heinrich Ascherl, erschienen in Neustadt/WN bei Verlag der Stadt Neustadt a. d. Waldnaab, im Jahre 1984